# 雅拉巴原住民郡政府
雅拉巴原住民郡（英語：Aboriginal Shire of Yarrabah）是澳大利亞昆士蘭州遠北部的特別地方政府，地理位於凯恩斯之東。